# Halsband-Scherenschnabel
Der Halsband-Scherenschnabel (Rynchops albicollis), auch Indischer Scherenschnabel, jetzt Indienscherenschnabel genannt, ist ein indischer Vogel aus der Ordnung der Regenpfeiferartigen (Charadriiformes).
Das Artepitheton kommt von lateinisch albus ‚weiß‘ und lateinisch collum ‚Hals‘.

## Merkmale
Der 38–43 cm lange Halsband-Scherenschnabel ist ein großer möwenähnlicher Vogel mit großem Kopf, langen Flügeln, kurzem Schwanz, roten Beinen und sehr langem, roten Schnabel. Der Unterschnabel ist deutlich länger als der Oberschnabel.
Das Gefieder der Oberseite ist dunkelbraun oder schwarz, die Unterseite und die Hinterränder der Flügel sind weiß. Er hat ein breites weißes Halsband, eine schwarz-braune, bis in den Nacken reichende Kappe, der Rest des Kopfes einschließlich Stirn ist weiß.

## Vorkommen
Das Vorkommen beschränkt sich etwa auf den Indischen Subkontinent von Pakistan über Nord- und Zentralindien bis Myanmar, jeweils entlang größerer Flüsse. Als Winterbesucher hält er sich im westlichen Teil Indiens sowie an der Küste in Bangladesch auf.
Die Art ist monotypisch.

## Verhalten
Der Halsband-Scherenschnabel ernährt sich hauptsächlich von Fisch, Insektenlarven und Schrimps, die er dicht über dem meist flachen Wasser fliegend mit dem Unterschnabel im Wasser herauszufangen sucht. Er ist sowohl tag- als auch nachtaktiv.

## Gefährdungssituation
Der Halsband-Scherenschnabel gilt als gefährdet (Vulnerable).